# 衙門差役
衙門差役（簡稱衙差、衙役），古代中國吏役名。衙門內實際主管侦缉逮捕、處理管轄地區行政及司法事務的職位或人員。衙門差役於位階上，與衙門胥吏相同的，都屬於沒有官品的行政人員，甚至亦可能被視為賤民。以清朝官方組織為例，地方縣治約配置有百名，縣丞、巡檢則有十數名至廿餘名供差遣。
清末重臣袁世凱創建新式警制，衙門差役於1902年後逐漸裁汰，惟至今仍影響華人社會甚鉅，例如衙役成員中的捕快，常是警察代名詞。在台灣，神化的什家將、八家將民間信仰中，就有衙門差役一員。

## 差役
差役是古代役法的一種，軍戶、民戶、匠戶三大類，分別服兵役、徭役、工役，差役即為徭役的一種。
差役是按丁田或丁糧輪差，均徭則是以丁為主，服務於官府內的經常性差事，均瑤又分力差與銀差，力差多由富戶應役，名目多為皂隸、獄卒、門子、馬伕、驛館夫，由應役人親身應役（明後期准自募人代役），銀差多為貧戶應役繳納，以平衡負擔，名目為歲貢、馬匹、草料、工食、材薪、膳夫折價，加上里甲差役的民壯、巡警防火的總甲，構成整個明代衙門主要的工作，及人員的工食費用。
清代因攤丁入畝，已經將徭役部分折銀收入賦中，原是該是地方經費及勞動支出，變成中央稅收不說，但仍僅發工食費，造成此部分人員資質低下，靠常例、規費生活，與明代有很大的不同，並不能單純說是差役就是賤民，每個朝代有很大不同。

### 緝事番役
梁章钜《称谓录·隶》引《说铃续》：“缉事番役，在唐称为不良人，有不良帅主之，即汉之大谁何也。”  元代属礼部拱衛司衙門。明代由錦衣衛衙門指揮，撥給東廠。

## 種類人數
衙門差役的核心是皂班和快班，兩者因時代迥異而有不同稱呼，也可合稱皂快、皂快班、皂快役。皂快役亦包含捕拿普通罪犯的步快以及捕拿強盜土匪等重刑犯的馬快。其中，步快亦可稱為捕快。另外，皂班也包含了其他特殊差役，如站堂役、刑仗役及糧差役。
衙役除了核心的皂快役外，也有如：民壯、仵作、長班、庫丁等執行公務的其他行政人員，此設置名稱大致相同，但仍依機關的實際情況有所特例。除此，衙門也編制了茶房，轎夫等等雜役。以1889年，清朝光緒十四年間台灣新竹縣治言，該縣總共配置了捕快皂隸十六名、馬快八名、禁卒八名、庫守斗級五名、民壯廿八名、長班四名、茶房四名、聽差四名、把衛兩名、更夫四名、打掃夫兩名、轎夫九名；共94名。三班六房裡的三班衙役指的是皂、壯、快三班。

## 組織
各種衙役均有其固定組織，以人數最多的皂隸快班為例，均以班為單位，稱皂班、快班。皂班、快班設置快班頭役或皂班頭役。再以清光緒新竹縣為例，十六名皂隸共設六班，六班各有該管地區，該管轄區域稱為對保，內置的衙門差役則有對保差或對保役的別稱。這裡面，一至三個皂隸班頭及快班班頭上再各設總頭，各稱皂總、快總。
不管皂隸頭役還是快班頭役均為官家長官所重視，因此可擁有諭帖、牌令等官記。至於皂快班頭的遴選的方式通常是由皂隸快班間互相稟舉，不過此期間仍要有基本條件。如：為人誠實、有家有室、熟悉公務等。

## 職務待遇
衙役雖為基層行政人員，但是影響層面甚廣，尤其是州縣司法。會造成此結果，可能也因為清代司法與行政機構不分，也就是衙役職務不但包含雜役，也涵蓋了保安、司法、官治與自治。
在待遇方面，衙門差役均由官方給予免費工食，以清光緒時的台灣新竹縣言，工食費用年約白銀六兩三錢。另外，於薪給上，皂班總年領150至160銅元（清1841年，銀兩與銅元比價為1:1547），快班總約有110至120銅元年薪，其他有些衙門差役甚至一個月只有微薄的一銅元多，與同時期高階地方官：巡撫薪餉年俸155兩銀、養廉銀10000兩銀；道員的薪餉年俸105兩銀、養廉銀1600兩銀；總兵年俸67兩銀，特別加給144兩銀、養廉銀1500兩銀互相比較，各衙門差役薪水都相當低。

### 皂隸快班
皂隸快班是衙門差役的主要成員，其司法工作職務有受陳狀告人被害情形的受投、傳訊、捕犯、移解看管押送人犯、勘驗及巡查。而在一般行政工作方面，則有選舉、調解、稟告，徵收錢糧等。
皂隸快班於衙門內通常有輪值制度。此輪值以五日為單位，過了一個月之後，又週而復始。舉例：若衙門皂隸以三人一組設置了第一、第二及第三皂班，屬於第一皂班需要於初一至初五輪值，初六則有第二皂班輪值，以此類推，直到月三十。不過，班頭領袖如皂總、快總、快班頭役、皂班頭役均須赴衙輪值上班。另外，不管輪值與否，有其責任區的皂快班，都必須對自己劃分的區域所有司法行政事務負責；此狀況稱為對保。此負責轄區事務，甚至涵蓋師爺的胥吏所指示的專差及臨時事務。
包含皂快的衙門差役辦事，通常以一件事情一差役為原則，以免多差叨擾人民。但如果是尋人、通緝要犯等須全境遍訪者，則會加派衙役配合輪值差役會同偵辦。甚至，可三班、六班、八班一同會辦。

### 其他衙役
除了皂隸快班外，其他衙門差役較重要的有民壯、仵作、長班及茶房轎夫等。
民壯設置功能依時代並不相同，員額額缺亦不一致，有二十名至五十名不等。依清朝台灣府澎湖廳為例，設置了二十名民壯，專長分為刀鎗、弓箭、鳥鎗、籐牌等武藝。民壯適用於雜務差遣，但是不准涉及催繳稅金、公款及逮捕人犯。會有如此限制，在於民壯衙役通常從無賴流氓流浪漢遴選，常常會無故鬧事。
忤作也稱作刑忤，相關衙役名額也不定。以大清律例附例為基準，規模大的縣治設置三位仵作，中型縣治兩位，小縣治一名。若無額缺或人手不足者，可以再募一兩人。忤作差役的工作，以檢驗傷勢與驗屍為其職務。
另外，其他衙役中的長班，其工作通常是押解犯人、護送兵餉等長途運輸的人員。茶房是供應茶湯的雜役，清代縣編制設有四名，轎夫則是扛官轎的雜役。

## 對周圍國家的影響
中國衙門與差役制度隨著中國文化傳播，影響到如朝鮮等儒家文化圈之東亞國家。例如朝鮮王朝有其類似；執行捕抓盜賊和司法執法的捕盗廳制度，其差役則有茶母、捕盜從事官等。